# Großer Preis von Österreich 1999
Der Große Preis von Österreich 1999 (offiziell XXIII Großer Preis von Österreich) fand am 25. Juli auf dem A1-Ring in Spielberg statt und war das neunte Rennen der Formel-1-Weltmeisterschaft 1999.

## Bericht

### Hintergrund
Nach dem Großen Preis von Großbritannien führte Mika Häkkinen in der Fahrerwertung mit acht Punkten vor Michael Schumacher und Eddie Irvine. In der Konstrukteurswertung führte Ferrari mit zwei Punkten vor McLaren-Mercedes und mit 33 Punkten vor Jordan-Mugen-Honda.
Vor dem Rennwochenende gab es einen Fahrwechsel: Mika Salo, in dieser Saison bisher in drei Rennen bei BAR eingesetzt, wurde als Ersatzfahrer für den verletzten Michael Schumacher geholt. Der nominelle Test- und eigentliche Ersatzfahrer Luca Badoer wurde wegen seines aktuellen Minardi-Engagements nicht berücksichtigt.
Der für die Saison 2000 geplante neue Fahrer für Williams, Juan Pablo Montoya, verkündete vor dem Rennen, dass er an der nächsten Saison nicht teilnehmen wird.
Mit Häkkinen und Jacques Villeneuve (jeweils einmal) traten zwei ehemalige Sieger zu diesem Grand Prix an.

### Training

#### Freitagstraining
Mit 1:13,303 Minuten war Damon Hill der schnellste Fahrer am Freitag, rund zwei Hundertstel dahinter folgte Häkkinen. Weiters folgten David Coulthard, Ricardo Zonta, Jean Alesi und Ralf Schumacher. Irvine lag auf Platz neun, Salo belegte die 16. Position und Alexander Wurz erreichte nur Platz 20. Der langsamste Fahrer, Toranosuke Takagi, lag rund drei Sekunden hinter der Bestzeit.

#### Samstagstraining
Coulthard holte sich mit 1:11,801 Minuten die schnellste Trainingszeit, dahinter folgten Häkkinen, Irvine, Johnny Herbert, Giancarlo Fisichella und Heinz-Harald Frentzen. Salo belegte die neunte Position, Wurz Platz 13. Der langsamste Fahrer, Pedro de la Rosa, lag rund zweieinhalb Sekunden hinter der Bestzeit.

### Qualifying
Häkkinen konnte sich die Pole-Position mit 1:10,954 Minuten – die einzige Zeit unter 1:11 – sichern. Auf den Plätzen dahinter folgten Coulthard, Irvine, Frentzen, Rubens Barrichello, Herbert und auf Platz sieben Salo. Wurz erreichte mit einem Rückstand von 1,9 Sekunden die zehnte Position. Der langsamste Fahrer, Marc Gené, lag rund dreieinhalb Sekunden hinter der Bestzeit zurück.

### Warm-Up
Häkkinen war mit 1:13,264 Minuten der schnellste Fahrer im Warm-Up vor dem Rennen, dahinter lagen Coulthard, Villeneuve, Pedro Diniz, Alesi, Hill und Irvine auf Platz sieben. Wurz holte sich die neuntschnellste Zeit, Salo belegte Platz 15. Der langsamste Fahrer, Alessandro Zanardi, lag rund zweieinhalb Sekunden hinter der Bestzeit.

### Rennen
Während der Einführungsrunde warf ein Fan in der letzten Kurve eine Rauchbombe auf die Strecke, doch ein Streckenposten konnte diese vor Rennstart entfernen.
Häkkinen konnte nach Rennstart die Führung erfolgreich behaupten, dahinter versuchte Irvine erfolglos, in Kurve eins außen an Coulthard vorbei zu gehen. Frentzen verlor beim Start eine Position an Barrichello. In der nächsten Kurve versuchte Coulthard innen an Häkkinen vorbei zu gehen, aber Häkkinen lenkte früher ein und Coulthard drehte den Finnen um. Das restliche Feld musste unerwartet abbremsen, dadurch konnte Barrichello auf Platz zwei gehen und Salo fuhr in Herberts Heck. Beide konnten weiterfahren, mussten jedoch später aufgrund eines Frontflügeldefekts (Salo) und eines abgebrochenen Heckflügels (Herbert) an die Box. Herbert konnte erst in Runde fünf wieder ins Renngeschehen eingreifen. Barrichello hatte das Momentum auf seiner Seite und setzte vor Kurve drei zum Überholen an, rutschte jedoch über den Scheitelpunkt hinaus und musste nun Irvine abwehren.
Häkkinen begann nun eine Aufholjagd von hinten und verfolgte so Alesi mehrere Runden lang, doch Alesi konnte sich immer der Überholung entziehen, indem der Franzose den vor ihm fahrenden Fahrer regelmäßig überholen konnte. So konnte Alesi unter anderem Zonta, Fisichella und Villeneuve überholen, doch Häkkinen konnte ebenfalls stetig überholen. In Runde 24 kam Diniz, welcher auf Platz fünf liegend ein sehr gutes Rennen fuhr, an die Box zu seinem ersten Stopp. Seine Stoppzeit betrug 9,9 Sekunden. In der folgenden Runde kam sein Teamkollege Alesi, auf Platz sechs liegend in die Boxengasse. Sein Stopp wurde besser abgearbeitet und so blieb Alesi nur 8,1 Sekunden stehen. In Runde 38 kam der Zweitplatzierte Barrichello an die Box, doch ein langer Stopp mit 12,5 Sekunden warf den Brasilianer hinter Frentzen zurück.
Im Duell um die Führung musste Coulthard in Runde 40 als erster an die Box, seine Stoppzeit betrug 10,5 Sekunden. Bei der Ausfahrt wurde Coulthard von seinem Teamkollegen Häkkinen überholt, welcher wiederum in der folgenden Runde die Box aufsuchte und nach 9,6 Sekunden wieder auf die Strecke kam. In Runde 44 kam der Führende Irvine, welcher in den vorherigen Runden laufend schnellste persönliche Runden fuhr, als letzter der Top-Fahrer an die Boxengasse. Ein perfekter Stopp mit 9,6 Sekunden brachte Irvine vor Coulthard wieder auf die Strecke. Durch die bessere Ferrari-Taktik konnte Irvine das Rennen vor Coulthard und Häkkinen gewinnen. Frentzen holte sich Platz vier, der Österreicher Wurz konnte in seinem Heimrennen mit Platz fünf zwei Punkte machen und der an diesem Tag sehr gut gefahrene Diniz holte sich den letzten verbliebenen Punkt. Den Pokal für den siegreichen Konstrukteur Ferrari nahm Ross Brawn entgegen.
Häkkinen sicherte sich mit 1:12,107 Minuten die schnellste Runde.
In der Fahrerwertung führte weiter Häkkinen. Irvine war nach dem Sieg nun Zweiter vor Michael Schumacher. In der Konstrukteurswertung blieben die ersten drei Positionen unverändert.

## Meldeliste
| Team                         | Nr. | Fahrer                | Chassis        | Motor                 | Reifen |
| ---------------------------- | --- | --------------------- | -------------- | --------------------- | ------ |
| West McLaren Mercedes        | 01  | Mika Häkkinen         | McLaren MP4/14 | Mercedes-Benz 3.0 V10 | B      |
| West McLaren Mercedes        | 02  | David Coulthard       | McLaren MP4/14 | Mercedes-Benz 3.0 V10 | B      |
| Scuderia Ferrari Marlboro    | 03  | Mika Salo             | Ferrari F399   | Ferrari 3.0 V10       | B      |
| Scuderia Ferrari Marlboro    | 04  | Eddie Irvine          | Ferrari F399   | Ferrari 3.0 V10       | B      |
| Winfield Williams            | 05  | Alessandro Zanardi    | Williams FW21  | Supertec 3.0 V10      | B      |
| Winfield Williams            | 06  | Ralf Schumacher       | Williams FW21  | Supertec 3.0 V10      | B      |
| Benson & Hedges Jordan       | 07  | Damon Hill            | Jordan 199     | Mugen-Honda 3.0 V10   | B      |
| Benson & Hedges Jordan       | 08  | Heinz-Harald Frentzen | Jordan 199     | Mugen-Honda 3.0 V10   | B      |
| Mild Seven Benetton Playlife | 09  | Giancarlo Fisichella  | Benetton B199  | Playlife 3.0 V10      | B      |
| Mild Seven Benetton Playlife | 10  | Alexander Wurz        | Benetton B199  | Playlife 3.0 V10      | B      |
| Red Bull Sauber Petronas     | 11  | Jean Alesi            | Sauber C18     | Petronas 3.0 V10      | B      |
| Red Bull Sauber Petronas     | 12  | Pedro Diniz           | Sauber C18     | Petronas 3.0 V10      | B      |
| Arrows                       | 14  | Pedro de la Rosa      | Arrows A20     | Arrows 3.0 V10        | B      |
| Arrows                       | 15  | Toranosuke Takagi     | Arrows A20     | Arrows 3.0 V10        | B      |
| Stewart Ford                 | 16  | Rubens Barrichello    | Stewart SF3    | Ford Cosworth 3.0 V10 | B      |
| Stewart Ford                 | 17  | Johnny Herbert        | Stewart SF3    | Ford Cosworth 3.0 V10 | B      |
| Gauloises Prost Peugeot      | 18  | Olivier Panis         | Prost AP02     | Peugeot 3.0 V10       | B      |
| Gauloises Prost Peugeot      | 19  | Jarno Trulli          | Prost AP02     | Peugeot 3.0 V10       | B      |
| Fondmetal Minardi Ford       | 20  | Luca Badoer           | Minardi M01    | Ford 3.0 V10          | B      |
| Fondmetal Minardi Ford       | 21  | Marc Gené             | Minardi M01    | Ford 3.0 V10          | B      |
| British American Racing      | 22  | Jacques Villeneuve    | BAR 01         | Supertec 3.0 V10      | B      |
| British American Racing      | 23  | Ricardo Zonta         | BAR 01         | Supertec 3.0 V10      | B      |

## Klassifikation

### Qualifying
| Pos.                                                                       | Fahrer                | Konstrukteur       | Zeit     | Start |
| -------------------------------------------------------------------------- | --------------------- | ------------------ | -------- | ----- |
| 01                                                                         | Mika Häkkinen         | McLaren-Mercedes   | 1:10,954 | 01    |
| 02                                                                         | David Coulthard       | McLaren-Mercedes   | 1:11,153 | 02    |
| 03                                                                         | Eddie Irvine          | Ferrari            | 1:11,973 | 03    |
| 04                                                                         | Heinz-Harald Frentzen | Jordan-Mugen-Honda | 1:12,266 | 04    |
| 05                                                                         | Rubens Barrichello    | Stewart-Ford       | 1:12,342 | 05    |
| 06                                                                         | Johnny Herbert        | Stewart-Ford       | 1:12,488 | 06    |
| 07                                                                         | Mika Salo             | Ferrari            | 1:12,514 | 07    |
| 08                                                                         | Ralf Schumacher       | Williams-Supertec  | 1:12,515 | 08    |
| 09                                                                         | Jacques Villeneuve    | BAR-Supertec       | 1:12,833 | 09    |
| 10                                                                         | Alexander Wurz        | Benetton-Playlife  | 1:12,850 | 10    |
| 11                                                                         | Damon Hill            | Jordan-Mugen-Honda | 1:12,901 | 11    |
| 12                                                                         | Giancarlo Fisichella  | Benetton-Playlife  | 1:12,924 | 12    |
| 13                                                                         | Jarno Trulli          | Prost-Peugeot      | 1:12,999 | 13    |
| 14                                                                         | Alessandro Zanardi    | Williams-Supertec  | 1:13,101 | 14    |
| 15                                                                         | Ricardo Zonta         | BAR-Supertec       | 1:13,172 | 15    |
| 16                                                                         | Pedro Diniz           | Sauber-Petronas    | 1:13,223 | 16    |
| 17                                                                         | Jean Alesi            | Sauber-Petronas    | 1:13,226 | 17    |
| 18                                                                         | Olivier Panis         | Prost-Peugeot      | 1:13,457 | 18    |
| 19                                                                         | Luca Badoer           | Minardi-Ford       | 1:13,606 | 19    |
| 20                                                                         | Toranosuke Takagi     | Arrows             | 1:13,641 | 20    |
| 21                                                                         | Pedro de la Rosa      | Arrows             | 1:14,139 | 21    |
| 22                                                                         | Marc Gené             | Minardi-Ford       | 1:14,363 | 22    |
| 107-Prozent-Zeit: 1:15,921 min (bezogen auf die Bestzeit von 1:10,954 min) |                       |                    |          |       |

### Rennen
| Pos. | Fahrer                | Konstrukteur       | Runden | Stopps | Zeit        | Start | Schnellste Runde |
| ---- | --------------------- | ------------------ | ------ | ------ | ----------- | ----- | ---------------- |
| 01   | Eddie Irvine          | Ferrari            | 71     | 1      | 1:28:12,438 | 03    | 1:12,787 (43.)   |
| 02   | David Coulthard       | McLaren-Mercedes   | 71     | 1      | + 0,313     | 02    | 1:12,855 (69.)   |
| 03   | Mika Häkkinen         | McLaren-Mercedes   | 71     | 1      | + 22,282    | 01    | 1:12,107 (39.)   |
| 04   | Heinz-Harald Frentzen | Jordan-Mugen-Honda | 71     | 1      | + 52,803    | 04    | 1:13,176 (42.)   |
| 05   | Alexander Wurz        | Benetton-Playlife  | 71     | 1      | + 1:06,358  | 10    | 1:13,654 (42.)   |
| 06   | Pedro Diniz           | Sauber-Petronas    | 71     | 2      | + 1:10,933  | 16    | 1:13,093 (49.)   |
| 07   | Jarno Trulli          | Prost-Peugeot      | 70     | 1      | + 1 Runde   | 13    | 1:14,112 (37.)   |
| 08   | Damon Hill            | Jordan-Mugen-Honda | 70     | 1      | + 1 Runde   | 11    | 1:13,960 (63.)   |
| 09   | Mika Salo             | Ferrari            | 70     | 2      | + 1 Runde   | 07    | 1:13,481 (67.)   |
| 10   | Olivier Panis         | Prost-Peugeot      | 70     | 1      | + 1 Runde   | 18    | 1:13,465 (67.)   |
| 11   | Marc Gené             | Minardi-Ford       | 70     | 1      | + 1 Runde   | 22    | 1:14,517 (34.)   |
| 12   | Giancarlo Fisichella  | Benetton-Playlife  | 68     | 1      | DNF         | 12    | 1:13,579 (41.)   |
| 13   | Luca Badoer           | Minardi-Ford       | 68     | 3      | + 3 Runden  | 19    | 1:14,622 (63.)   |
| 14   | Johnny Herbert        | Stewart-Ford       | 67     | 2      | + 4 Runden  | 06    | 1:12,641 (67.)   |
| 15   | Ricardo Zonta         | BAR-Supertec       | 63     | 1      | DNF         | 15    | 1:14,063 (36.)   |
| –    | Rubens Barrichello    | Stewart-Ford       | 55     | 1      | DNF         | 03    | 1:13,278 (36.)   |
| –    | Jean Alesi            | Sauber-Petronas    | 49     | 1      | DNF         | 17    | 1:13,228 (47.)   |
| –    | Pedro de la Rosa      | Arrows             | 38     | 1      | DNF         | 21    | 1:14,914 (29.)   |
| –    | Alessandro Zanardi    | Williams-Supertec  | 35     | 0      | DNF         | 14    | 1:14,381 (31.)   |
| –    | Jacques Villeneuve    | BAR-Supertec       | 34     | 0      | DNF         | 09    | 1:13,977 (33.)   |
| –    | Toranosuke Takagi     | Arrows             | 25     | 0      | DNF         | 20    | 1:15,361 (25.)   |
| –    | Ralf Schumacher       | Williams-Supertec  | 8      | 0      | DNF         | 08    | 1:16,173 (08.)   |

## WM-Stände nach dem Rennen
Die ersten sechs des Rennens bekamen 10, 6, 4, 3, 2 bzw. 1 Punkt(e).

### Fahrerwertung
| Pos. | Fahrer                | Konstrukteur       | Punkte |
| ---- | --------------------- | ------------------ | ------ |
| 01   | Mika Häkkinen         | McLaren-Mercedes   | 44     |
| 02   | Eddie Irvine          | Ferrari            | 42     |
| 03   | Michael Schumacher    | Ferrari            | 32     |
| 04   | Heinz-Harald Frentzen | Jordan-Mugen-Honda | 29     |
| 05   | David Coulthard       | McLaren-Mercedes   | 28     |
| 06   | Ralf Schumacher       | Williams-Supertec  | 19     |
| 07   | Giancarlo Fisichella  | Benetton-Playlife  | 13     |
| 08   | Rubens Barrichello    | Stewart-Ford       | 10     |
| 09   | Damon Hill            | Jordan-Mugen-Honda | 5      |
| 10   | Alexander Wurz        | Benetton-Playlife  | 3      |
| 11   | Pedro Diniz           | Sauber-Petronas    | 3      |
| 12   | Johnny Herbert        | Stewart-Ford       | 2      |

| Pos. | Fahrer             | Konstrukteur           | Punkte |
| ---- | ------------------ | ---------------------- | ------ |
| 13   | Jarno Trulli       | Prost-Peugeot          | 1      |
| 14   | Olivier Panis      | Prost-Peugeot          | 1      |
| 15   | Pedro de la Rosa   | Arrows                 | 1      |
| 16   | Jean Alesi         | Sauber-Petronas        | 1      |
| 17   | Mika Salo          | Ferrari / BAR-Supertec | 0      |
| 18   | Toranosuke Takagi  | Arrows                 | 0      |
| 19   | Marc Gené          | Minardi-Ford           | 0      |
| 20   | Luca Badoer        | Minardi-Ford           | 0      |
| 21   | Alessandro Zanardi | Williams-Supertec      | 0      |
| 22   | Ricardo Zonta      | BAR-Supertec           | 0      |
| –    | Jacques Villeneuve | BAR-Supertec           | 0      |
| –    | Stéphane Sarrazin  | Minardi-Ford           | 0      |

### Konstrukteurswertung
| Pos. | Konstrukteur       | Punkte |
| ---- | ------------------ | ------ |
| 01   | Ferrari            | 74     |
| 02   | McLaren-Mercedes   | 72     |
| 03   | Jordan-Mugen-Honda | 34     |
| 04   | Williams-Supertec  | 19     |
| 05   | Benetton-Playlife  | 16     |
| 06   | Stewart-Ford       | 12     |

| Pos. | Konstrukteur    | Punkte |
| ---- | --------------- | ------ |
| 07   | Sauber-Petronas | 4      |
| 08   | Prost-Peugeot   | 2      |
| 09   | Arrows          | 1      |
| 10   | BAR-Supertec    | 0      |
| 11   | Minardi-Ford    | 0      |